# Несторівка (Бориспіль)
Несторівка (також часто вживається і як Нестерівка)  — колишнє село, на теперішній час мікрорайон міста Бориспіль.  До 2002 року село Несторівка входило до складу Бориспільського району Київської області.

## Історія
За козаччини селище Нестерівка належала до Бориспільської сотні Переяславського пізніше Київського полку.
За описом Київського намісництва 1781 року селище відносилось до Остерського повіту даного намісництва і у ній нараховувалось 31 хата коронних посполитих. За описом 1787 року в селі проживало 114 душ. 
В 1960 році ліквідована Несторівська сільрада Бориспільського району з підпорядкуванням сіл Несторівка і Лозівка Бориспільській міськраді.
7 березня 2002 р. вийшла постанова Верховної Ради України «Про зміну меж міста Бориспіль Київської області» відповідно до якої у межі міста Бориспіль включені села Лозівка, Несторівка Бориспільської міськради з прилеглими землями загальною площею 619,1 гектара.

## Населення

### Мова
Розподіл населення за рідною мовою за даними перепису 2001 року:
| Мова       | Кількість | Відсоток |
| ---------- | --------- | -------- |
| українська | 535       | 97.63%   |
| російська  | 13        | 2.37%    |
| Усього     | 548       | 100%     |